# Liriomyza artemisicola
Liriomyza artemisicola este o specie de muște din genul Liriomyza, familia Agromyzidae, descrisă de Meijere în anul 1924. Conform Catalogue of Life specia Liriomyza artemisicola nu are subspecii cunoscute.